# Fernmeldeturm Cottbus
Der Fernmeldeturm Cottbus ist ein 138 Meter hoher Fernmeldeturm der Deutschen Telekom AG in Cottbus. Der Fernmeldeturm Cottbus wurde 1993 durch die Dyckerhoff & Widmann AG errichtet. Das Bauwerk fällt durch seinen bunten Anstrich auf, weshalb er auch der Bunte Turm heißt. Der Fernmeldeturm Cottbus dient als Richtfunkturm, als Sendeturm für Mobilfunk, als Kabelkopfstelle und zur Verbreitung des Programms von Radio Cottbus auf der UKW-Frequenz 94,5 MHz.